# Velika nagrada Garde 1948
Velika nagrada Garde 1948 je bila trinajsta dirka za Veliko nagrado v sezoni Velikih nagrad 1948. Odvijala se je 24. oktobra 1948 na dirkališču Salò. Giuseppe Farina je dosegel prvo pomembnejšo zmago za Scuderio Ferrari. 

## Rezultati

### Dirka
| Poz | Dirkač                                 | Moštvo                | Dirkalnik        | Krogi | Čas/Odstop |
| --- | -------------------------------------- | --------------------- | ---------------- | ----- | ---------- |
| 1   | Giuseppe Farina                        | Scuderia Ferrari      | Ferrari 125      | 18    | 2:30:49.8  |
| 2   | Bruno Sterzi                           | Scuderia Ferrari      | Ferrari 166S     | 18    | + 2:34.2   |
| 3   | Luigi Villoresi                        | Scuderia Ambrosiana   | Maserati 4CLT    | 18    | + 2:38.2   |
| 4   | Soave Besana                           | Privatnik             | Ferrari 166S     | 18    | + 3:27.4   |
| 5   | Eugene Chaboud                         | Ecurie France         | Talbot-Lago T26C | 16    | + 6:0.2    |
| 6   | Clemente Biondetti Ferdinando Righetti | Privatnik             | Ferrari 166S     | 18    | + 9:28.2   |
| 7   | Pierre Levegh                          | Ecurie Naphtra Course | Talbot-Lago T26C | 17    | +1 krog    |
| 8   | Igor Trubeckoj                         | Privatnik             | Ferrari 166S     | 16    | +2 kroga   |
| 9   | Cuth Harrison                          | ERA Ltd.              | ERA B            | 8     | +10 krogov |